# Kaatsheuvel
Kaatsheuvel és una entitat de població a la província neerlandesa de Brabant del Nord, amb una població de 16.600 persones, que forma part del municipi de Loon op Zand, essent-ne la capital i entitat més poblada.

## Galeria

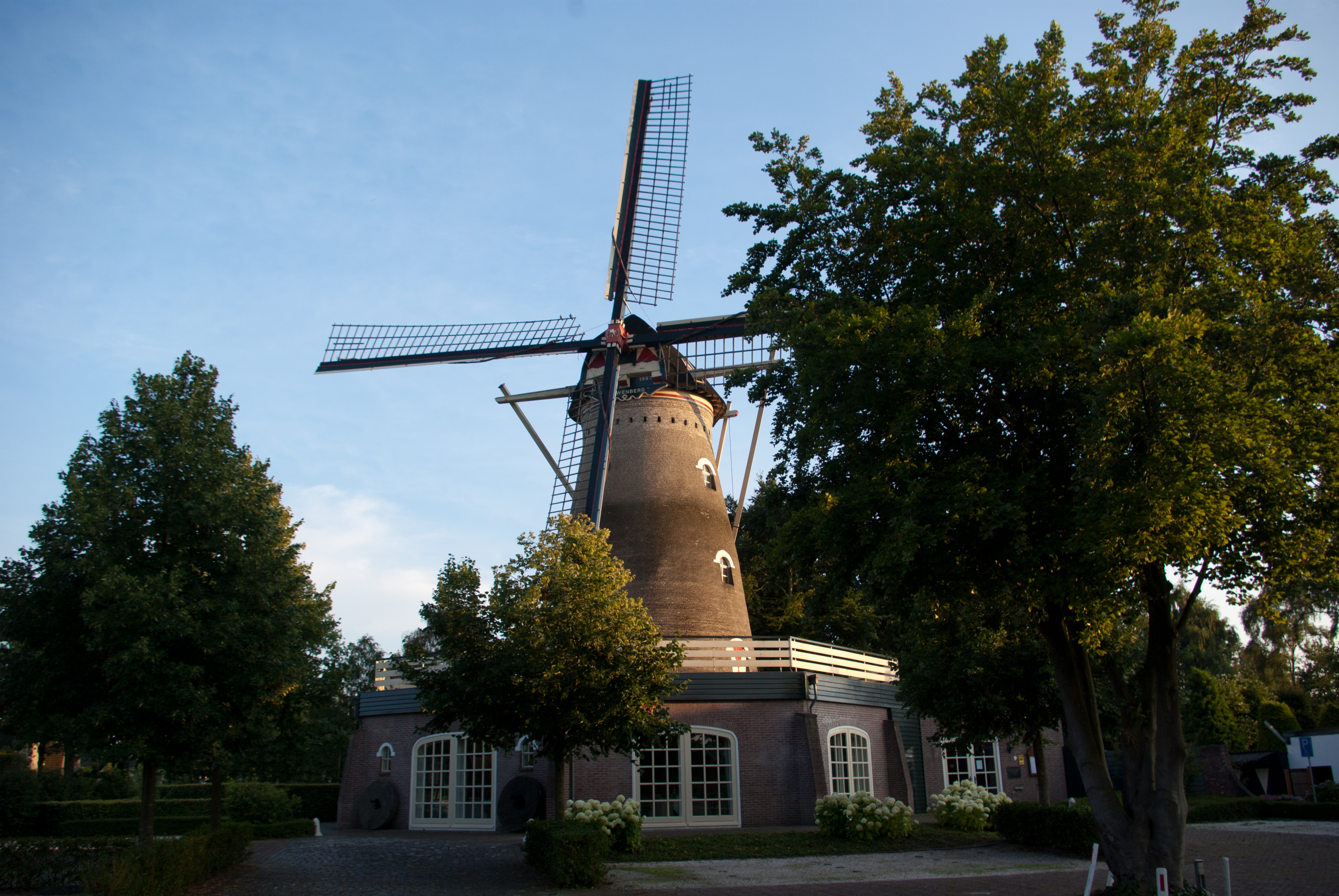
Molí The Couwenbergh
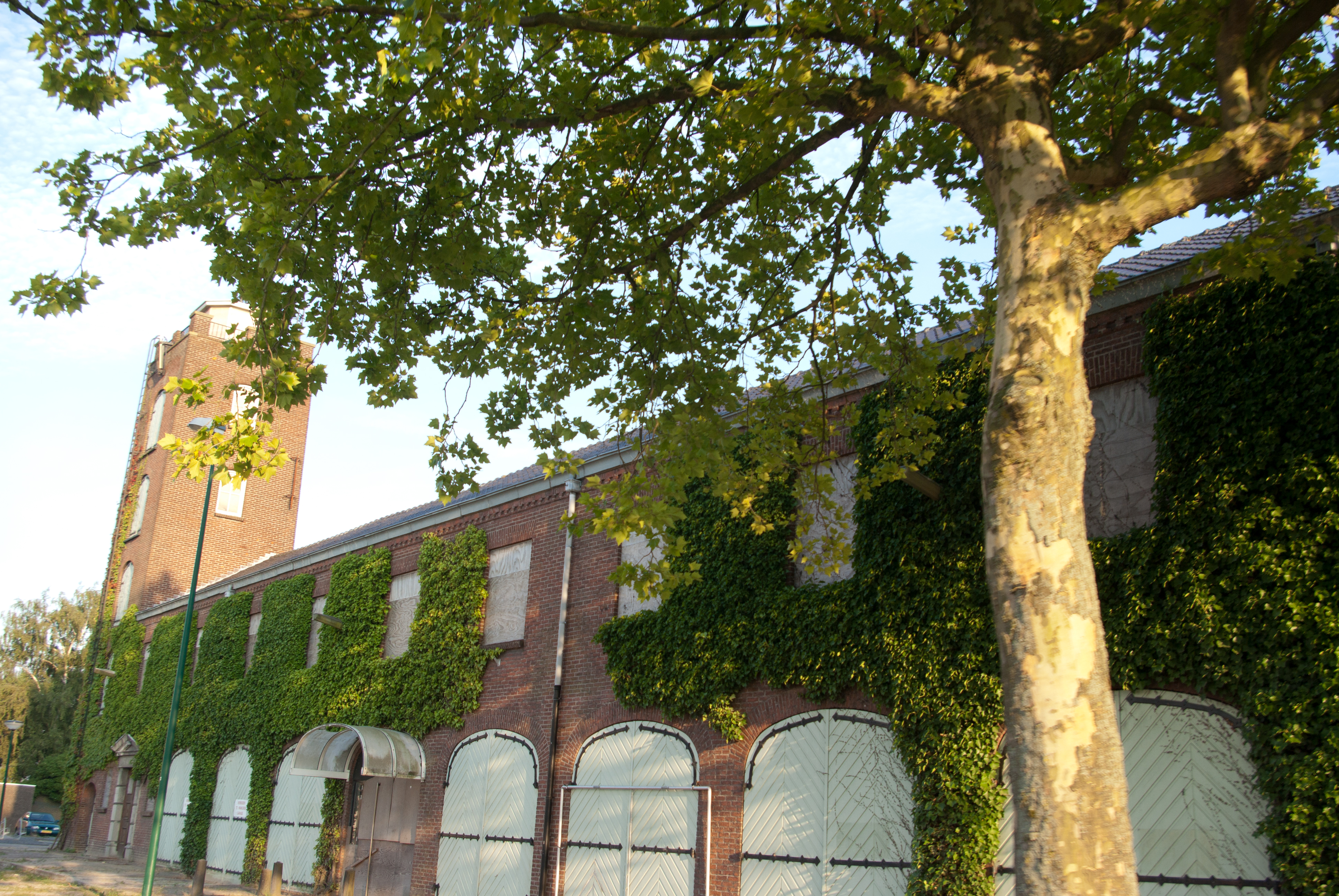
Antiga Estació de Bombers
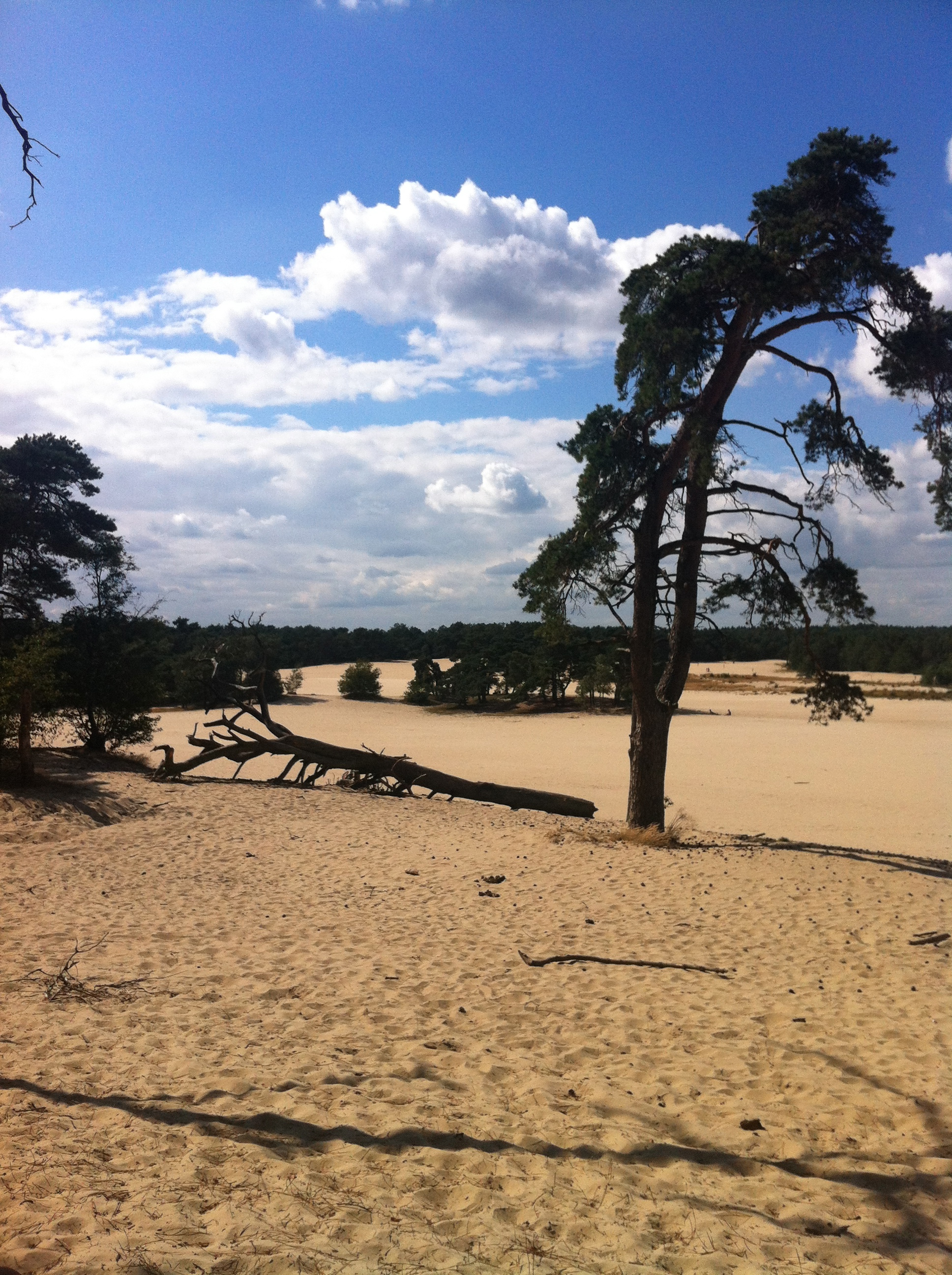
Parc Nacional Loonse en Drunense Duinen
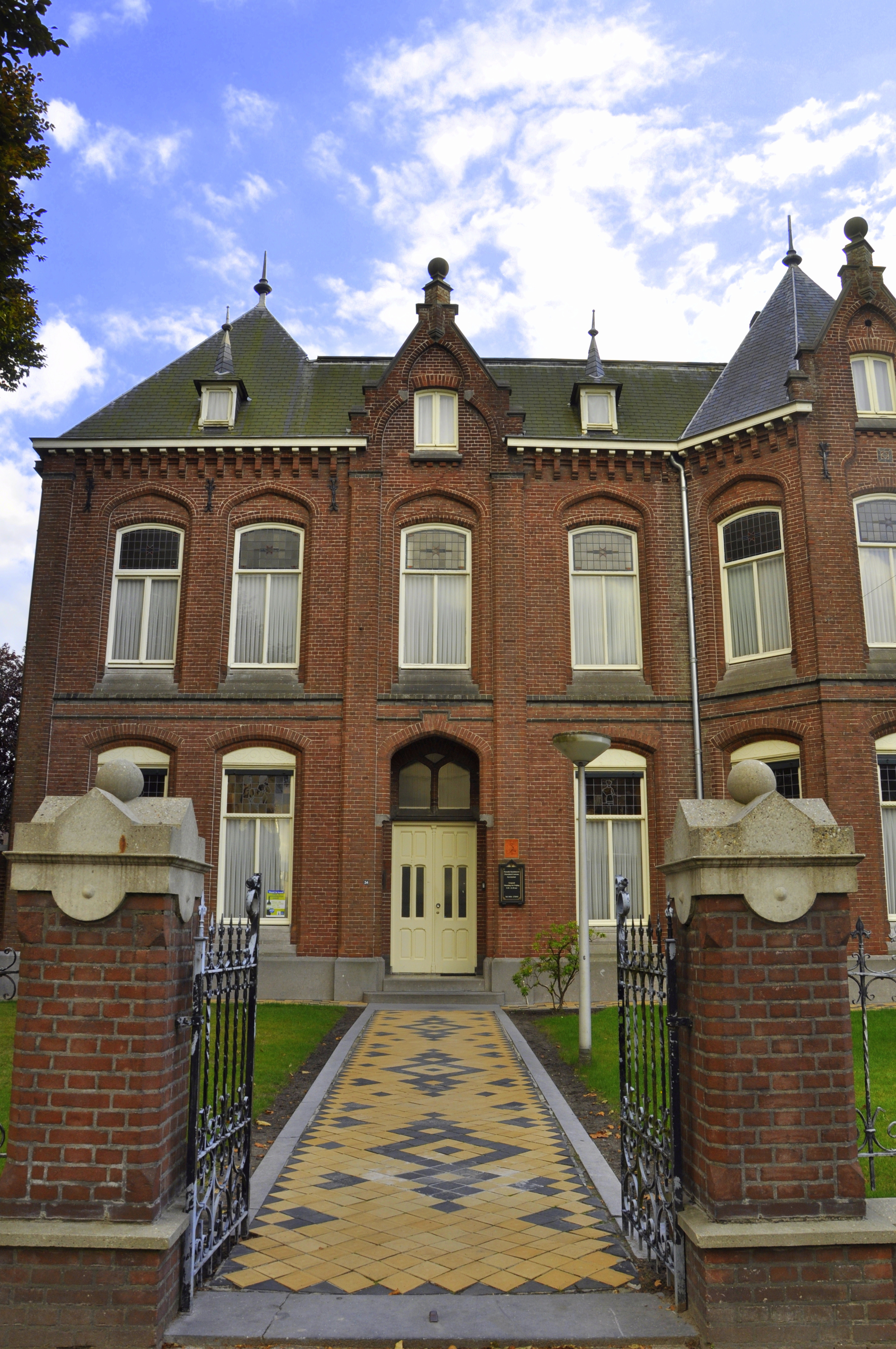
Casa al centre del poble
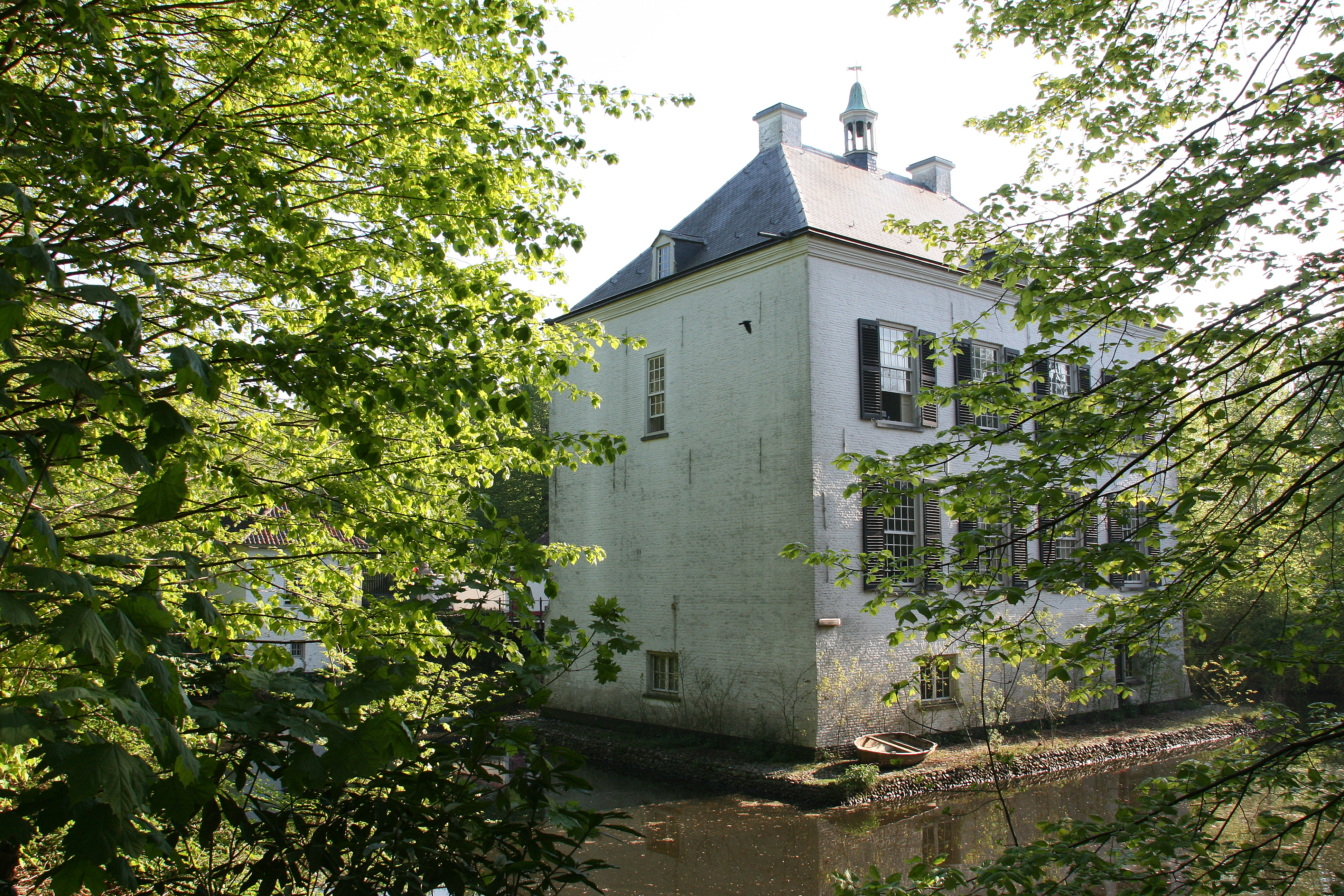
Castell del Senyor de Venloon, proper a Kaatsheuvel